# Саут-стрит (Манхэттен)
Са́ут-стрит (англ. South Street) — улица в Манхэттене, на которой расположен старейший в городе морской порт.

## История
В начале 1980-х годов Саут-стрит была отреставрирована для того, чтобы вернуть ей статус достопримечательности города и сделать похожей на такие места, как, например, Внутренняя гавань Балтимора.

## Интересные факты
Большая часть Саут-стрит находится под магистралью ФДР.